# Fitzroy Maclean
Fitzroy Maclean (11. března 1911 – 15. června 1996) byl skotský voják, politik a spisovatel.
Jeho nejznámější knihou jsou Výpravy na Východ (Eastern Approaches, 1949, česky 2022), rozdělené do tří částí: první tvoří vzpomínky na diplomatická léta v Moskvě a cesty po často pro cizince zapovězených částech tehdejšího Sovětského svazu na konci třicátých let, ve druhé popisuje období, které strávil za druhé světové války v severní Africe, a ve třetí vzpomíná na dobu strávenou s Josipem Brozem Titem a partyzány v Jugoslávii.
Maclean se narodil v Káhiře, kde jeho otec působil v pěším pluku Britské armády. Vyrůstal mimo jiné v Itálii a studoval v Anglii na Eton College a King's College v Cambridgi. V roce 1933 vstoupil do diplomatických služeb, zprvu působil v Paříži, poté v Moskvě, kam přestoupil na vlastní žádost.
V roce 1944 mu byl udělen Řád britského impéria. V letech 1941 až 1959 byl členem parlamentu za obvod Lancaster, poté 1959 až 1974 za obvod Bute a Northern Ayrshire. Zemřel v Hertfordu ve věku 85 let.